# 海原エレナ
海原 エレナ（かいばら エレナ）は、日本の女性声優、歌手。アダルトゲームで活動している。

## 人物
- 正統派ヒロインからロリータ系、お姉さん、熟女、おばあさん、少年、ヤンキー、動物など幅広い役の声を演じている。
- 芸名の海原は漫画『美味しんぼ』の登場人物「海原雄山」から（芸名を考えていた時にテレビで『美味しんぼ』が流れており、登場していた海原雄山の名が「強そうでいいかな?」と思ったためとのこと）、エレナは同じく漫画『竜の眠る星』の登場人物「エレナ」から取ったもの。
- 歌手活動も行っており、主題歌や挿入歌を歌うことも多い。
- 2019年7月5日、Twitterアカウントを開設[1]。

## 出演
太字はメインキャラクター。

### アダルトアニメ
2001年
- とらいあんぐるハート さざなみ女子寮〜風薫る、秋〜（神咲葉弓）

2002年
- ブラッドロイヤル（雪華）
- 胸キュン!はぁとふるCafe（亜矢）
- 螺旋回廊（草薙香乃）
- 不純異性交遊〜大切な君へ〜（知子）
- BLIND NIGHT ～覚醒～（柏木ヒカル）
- スポットライト（北条恵理佳）
- 淫獄病棟（鳴海弥生）
- リトルモニカ物語（ミャウ）

2003年
- 螢子（杵築涼）
- 大悪司（市橋蘭、月瀬寧々）
- 旅館白鷺（白鳥優梨子）
- HEARTWORK（エンジェル）
- 誘惑〜始発の章〜 / 〜終電の章〜（森村亜弓）
- ANGEL・CORE〜天使たちの住処〜（アンナ・O）
- Milkyway（鷹梨千尋[2]）
- 閉鎖病院（2003年 - 2004年、青柳さつき）

2004年
- 魔性の貌（葉山麗香）
- Princess Holiday 〜転がるりんご亭千夜一夜〜（エレノア・フォートワース）
- 新人ツアーコンダクター・里奈（カスミ）
- 魔界天使ジブリール（アスモデウス）
- 詩乃先生の誘惑授業（櫻井詩乃）
- SEXFRIEND 〜セックスフレンド〜（野々宮妙子）

2005年
- もけもけ大正電動娘ARISA（アリサ）
- 人妻凌辱参観日 第一話 お遊戯する人妻（坂本直美）
- 処女オークション（2005年 - 2006年、須賀無白蛇）

2006年
- 義母の吐息 〜背徳心に漂う母の色香〜（志賀小夜）
- ドキドキ母娘レッスン 〜教えて♪Hなお勉強〜（佐藤那美）

2007年
- 癒してあげルン 西遊記（リン）
- めがちゅ! The Animation（ヨルズ[3]）

2008年
- 催眠術2nd（桜井佐和）
- 少女セクト〜Innocent Lovers〜（大神小百合）
- リゾートBOIN（宮鴬住藍銀煤竹出雲守明朝仁ミカ）※第2、3話
- 装甲騎女イリス（イリス[注 1]）

2009年
- Tony'sヒロインシリーズ 彼女は花嫁候補生？（ゼロ）
- 横恋母〜Inmoral Mother〜（藤崎純子）
- 15美少女漂流記OVA（李萌萌）

2011年
- 魔法少女イスカ Vol.03 堕淫（柏木つみき）
- Ran→Sem〜白濁デルモ妻のミイラ捕り〜（榊香織）
- 淫妖蟲 悦 〜怪楽変化退魔録〜（白鳥初音）

2012年
- 悪の女幹部 フルムーンナイト（ダイヤナ）

2013年
- RIN×SEN+Ran→Sem Cross Mix（榊香織）

2014年
- 女系家族III〜秘密HIMITSU卑蜜〜 THE ANIME（唐沢永遠）

2015年
- 奥様は元ヤリマン 第二巻（眞子）

2017年
- OVA 妹ビッチに搾られたい（ミーナ、母親）

2020年
- 磔-ハリツケ-（三枝美穂）

### 全年齢OVA
- とらいあんぐるハート 〜Sweet Songs Forever〜（2003年、ノエル・綺堂・エーアリヒカイト）

### アダルトゲーム
1999年
- 夏の終わりに（吉永早苗）
- Trouble Travel（秋子）
- 恋のスイートタルトはいかが?（宮園琴菜）
- BLOOD ROYAL（雪華）
- 悪っ外伝 〜悪夢のラッシュアワー〜（松本慶子）
- バウンティはんたぁルディ+（玲華）
- 連鎖 〜裏切りの鎖〜（成田亜衣）
- しちゅえ〜しょん2（ココ、夕凪）
- DEEP（松本麻奈）

2000年
- Elise〜エリーゼ〜（浅井美穂[4]）
- 螺旋回廊（草薙香乃）
- とらいあんぐるハート ラブラブおもちゃ箱（雪、神咲葉弓）
- とらいあんぐるハート3 〜Sweet Songs Forever〜（ノエル・綺堂・エーアリヒカイト）
- 白鷺の鳴く頃に（白鷺涼子）
- 黒瞳皇〜瞳裸II〜（ベルシエル、アリエル）
- 帝都のユリ（大須薫）
- 楽園迷宮PET（篁かよの）
- プリズム・ハート（チャ・イーナ）
- School Days（2000年 - 2003年、二階堂麗子）[一覧 1]

2001年
- Deep Fantasy（呪い巫女ソフィア）
- とらいあんぐるハート3 リリカルおもちゃ箱（ノエル・綺堂・エーアリヒカイト）
- アージュマニアックス〜伊隅四姉妹最期の日〜（草薙香乃）
- IZUMO（2001年 - 2004年、橘綾香、白虎） - 2作品[一覧 2]
- らぶらぶ☆ストレンジDays（林檎沢沙奈）[5]
- 魔女狩りの夜に DVD-PG版（リディア）
- 誘惑（姫野あや）
- いつかの空（岡野笙子、杉浦綾）
- 真月花美人〜ひとりしづか（八千草栞）
- 瞳裸III〜傀儡哀〜（レア、リニア）
- 唇濡の吐息（海徳杏架）

2002年
- A.A.A.（朔耶）
- ANGEL・CORE（アンナ・O）
- BLUE（日向なずな）
- DEEP2（大泉加奈美）
- D.U.O.〜song for all〜（天宮久美子）
- 幻夢館 〜愛欲と凌辱の淫罪〜（中小路綾乃）
- 黒雪姫（紗由希）
- 密月 -Secret Moon-（レジーナ・ヴェスタ）
- 誘惑 第2章 爪痕（森村亜弓、小野寺小梅）
- とらいあんぐるハート1・2・3 DVD EDITION（ノエル・綺堂・エーアリヒカイト）
- 螢子（菱原涼）
- Princess Holiday 〜転がるりんご亭千夜一夜〜（エレノア・フォートワース）
- 先生だーいすき（紫ノ宮月夜）
- 妹汁（小日向菜々）
- けがれた英雄 〜邪淫聖女狩〜（マリカ・リリーナ）
- はっぴ〜ぶり〜でぃんぐ（2002年 - 2003年、雪乃） - 2作品[一覧 3]
- 誕生日〜通い妻(自称)日記〜（呉あのみ）
- ひまわり（綾瀬さくら）
- モルダヴァイト（ヴァイン＝トライデント、ユン＝ミン）
- 百舌鳥ノ贄 音声収録版+外伝（セリシア・スチュアート、りんご）
- 雪の華（香苗）
- 失格医師（園山藍良）
- Flugel〜約束の青空の下へ〜（メルファ・ミューレ）
- Floralia 〜フローラリア〜 シリーズ（2002年 - 2004年、櫻井詩乃） - 3作品[一覧 4]
- 人妻麻雀（竜泉寺香津子）
- 失楽の神女（松野恵魅）
- 非常識〜快楽はそこにある〜（佐藤美弥子、黒須卓馬）
- "Hello, world."（北城霧江、HIKARI、そあら、ニュースキャスター、介護婦、クラスメイト）
- もみじ Happy Story（北条小枝）
- 羞中恥療室（水野潮音）
- ガンシスター（ルカ・ルーメイシュアン、ドリス）
- 旅館白鷺（2002年 - 2004年、白鳥優梨子）[一覧 5]
- 隷嬢キャスター2（神条真璃亜）
- サクラ紀行〜奴隷調教〜（真田愛香[6]）
- いきなりはっぴぃベル（後藤美智子、ラブ 佐池 デリ子）
- 僕のあたらしい先生（内海美智子）

2003年
- Asylum（シオン）
- DOOP ADVANCE（亜紀シルヴィア）
- Grope 〜闇の中の小鳥たち〜（紀碕すみれ、納野宮響）
- 復讐の女神 †Nemesis†（朝野真理）
- キャッスルファンタジア〜エレンシア戦記〜リニューアル（ラピス＝フォルトゥーナ）
- パティシエなにゃんこ（姉小路冬華）
- フレンズ（詩穂）
- マブラヴ（神代巽）
- 巫女さんだーいすき!（永久）
- 沙耶の唄（高畠青海）
- こもれびに揺れる魂のこえ（萩谷マオ）
- そこに海があって（緒方夕凪）
- つばさのうた（ルティエル）
- ときどきシュガー（武野千尋）
- 妹☆妹（まい☆しすたぁ）〜SweetGemini〜（藍澤眞穂）
- SEXFRIEND 〜セックスフレンド〜（野々宮妙子）
- 6月の天使（吉岡雫）
- Lamb -ラム-（シャルロット）
- Love Split -5番目の季節-（北条エレナ）
- 犠母姉妹（明石恵梨）
  - 犠母姉妹DVD特別版（明石恵梨）
  - 犠母姉妹SLG（明石恵梨）
- 犠淫母娘（六月瑞希）
- 犠淫母娘セレブ〜穢れゆく双宮の薔薇〜（勿来道摩美耶）
- 懲罰予備校 全凌制（長里朋）
- ひよこのキモチ（夢見留ひよこ、ぷち天）
- バイアス 嗤笑ける幻音が聴こえる（鳳歌那湖）
- モノグラフ〜遠い約束〜（朱鷺令子）
- 淫獄聖女学園（御園芹香）
- 胸キュン!はぁとふるCafe FULL ANIMATION DVD Players Game（三塚亜矢）

2004年
- 最終試験くじら〜progressive〜（里崎美枝子）
- 最終試験くじら（茂木優佳、茂木美佳、里崎美枝子）
- おねパパ 〜Onegai PaPa!〜（野乃木もも、香坂真由美）
- オーガストファンBOX（エレノア・フォートワース、子供たち）
- フレンズ〜Child Flower〜（詩穂）
- IZUMO2（白鳥琴乃、白虎）
  - IZUMO2 -学園狂想曲-（2006年、白鳥琴乃、白虎、白鳥綾香）
- 姉、ちゃんとしようよっ!2（犬神歩笑、与那嶺京）
- まじぷり -Wonder Cradle-（明日葉有里） - 2作品
- シャマナシャマナ 〜月とこころと太陽の魔法〜（サラ・メッケイン）
- 魔王の娘たち（チルル）
- マブラヴ サプリメント（神代巽）
- くれいどるそんぐ 〜昨日に奏でる明日の唄〜（アルテ・ラスムーン、仔竜）
- 愛 cute!キミに恋してる（樹まゆ）
- もけもけ大正電動娘ARISA（綾瀬悠里、黎明）
- こもきゅん!! 〜はぁとに揺れる魂のFANディスク〜（萩谷マオ）
- 真説 猟奇の檻（水原南、諏訪佐和子）
- Purism×Egoist（フィジカ）
- 魔界天使ジブリール（アスモデウス）

2005年
- 最終試験くじら〜Departures〜（茂木優佳、茂木美佳、里崎美枝子）
- あえかなる世界の終わりに（ひまわり）
- 夜明け前より瑠璃色な（鷹見沢菜月）
- BIN★CANダーリン（橘千鶴）
- 夢幻廻廊（2005年 - 2007年、九条環） - 2作品[一覧 6]
- 女系家族 〜淫謀〜（有宮すみれ）
- つよきす（椰子なごみ、楊豆花、椰子のどか、近衛素奈緒）
  - みにきす 〜つよきすファンディスク〜（2006年、椰子なごみ、楊豆花、椰子のどか、犬神歩笑）
- ついつい〜ツインテールツインズ〜（御簾李[7]）
- 輪奸病棟「やめて…先生、診ないで！」（八島恵那）
- キャラメルBOX やるきばこ（織倉楓）
- 黒髪少女隊（三瀬院蘭子、久世愛歌）
- ゆりね〜おねえさまがおしえてくれた〜（神倉紗耶香）
- キャッスルファンタジア〜エレンシア戦記〜 プラスストーリーズ（ラピス=フォルトゥーナ）
- さんかく祭 VOL.2（真田愛香）
- 塵骸魔京（鳥賀陽）

2006年
- み・こ・こ・ん -巫女婚-（竹野まどか）
- まじかるティーチャー 先生は魔女?（御園千草）
- マブラヴ オルタネイティヴ（神代巽）
- 紅蓮に染まる銀のロザリオ（高塚恵利子）
- AR 〜忘れられた夏〜（メデス）
- 春恋*乙女 〜乙女の園でごきげんよう。〜（松原麗架）
- 峰深き瀬にたゆたう唄（フォーチェラ・シード）
- 天使憑きの少女（相葉絵里香）
- めがちゅ!（ヨルズ）
- らぐな☆彡サイエンス（ハリエット）
- SEXFRIEND DVD 〜セックスフレンド〜（野々宮妙子）
- すくーるヘブンらぶえろハーレム☆ももいろタイフーン（神崎真璃亜）
- かみさまの宿っ!（死神）
- ブリードブラッド（基観水樹）
- エッチしよっ!（野瀬小奈美）
- 黒髪少女隊りばーす（三瀬院蘭子、久世愛歌）
- アーツ オブ ブラック 〜魔女の箱庭〜（久城蓮華）
- MOON STRIKE（佐々木ちとせ、切り裂く雷鳴、ロカ）

2007年
- あるぺじお 〜きみいろのメロディ〜（六人部更紗）
- ALICE♥ぱれーど 〜二人のアリスと不思議の乙女たち〜（ラヴィニア）
- 君が主で執事が俺で（朱子）
- HoneyComing（七里郁香、坂町保険医）
- ね〜PON?×らいPON!（ゼロ、主人公1）
- リゾートBOIN（2007年 - 2009年、宮鶯住藍銀煤竹出雲守明朝仁ミカ） - 3作品[一覧 7]
- 黒髪少女隊えくすて!（三瀬院蘭子、久世愛歌）
- 月光のカルネヴァーレ（コルナリーナ）
- Figurehead（ルサールカ）
- MagusTale 〜世界樹と恋する魔法使い〜（エルダ＝フィニス＝ヴィクトリア）
- マブラヴ ALTERED FABLE（神代巽）
- ましろぼたん（柿崎藍理）
  - ましろぼたん ミニファンディスク〜ゆかなんのホワイトバレンタイン〜（柿崎藍理）
- やるきばこ復刻版（織倉楓）
- キャラメルBOX やるきばこ2 エピソードV:やるきねこの逆襲（織倉楓、ひまわり）
- 催眠術2（桜井佐和[8]）
  - 裏・催眠術2（2008年、桜井佐和[9]）
- GUN-KATANA（銃刀） ―Non-Human-Killer―（ジュスティーヌ）
- エグザミネイター（堀彩香）
- あねいも2 〜Second Stage〜（平沢優輝、賀曽利優子）

2008年
- 晴れハレはーれむ（小松川ありす）
- ふるふる★フルムーン（霧島硝子）
- ウィザーズクライマー（ヴィオラ・エントラ）
- つよきす2学期（椰子なごみ、楊豆花、椰子のどか）
- G線上の魔王（白鳥水羽）
- 戦女神ZERO（白銀公）
- くるくるファナティック（影宮わずか）
- 11eyes -罪と罰と贖いの少女-（草壁操 / スペルビア）
- 真・恋姫†無双 〜乙女繚乱☆三国志演義〜（程昱）
- MagusTale Infinity（エルダ＝フィニス＝ヴィクトリア）
- メリ☆クリ〜10年ぶりのホワイトクリスマス〜（征夜恵）
- 横恋母〜Inmoral Mother〜（藤崎純子）
- あねいも2 H's 〜もっとHにステップUP!〜（賀曽利優子、平沢優輝）
- マジカライド（カンタービル）
- The Rising Sun（ミューリ、ユフィ・プティ）
- 新妻は魔法少女（星影杏、後藤美智子、ラブ 佐池 デリ子）

2009年
- 真剣で私に恋しなさい!（椎名京）
- 幼なじみは大統領 My girlfriend is the PRESIDENT.（2009年 - 2010年、イリーナ・ウラジーミロヴナ・プチナ） - 2作品
- W.L.O.世界恋愛機構（2009年 - 2010年、アリサ・クレイン・フェミルナ） - 3作品
- Like a Butler（セーラ・アップルトン）
- 夏色ストレート！（鏡月祥子）
- 息子の嫁は親父の女〜女医とナースに仕込む胤〜（最上雪花）
- 夜明け前より瑠璃色な-Moonlight Cradle-（鷹見沢菜月）
- 77 〜And, two stars meet again〜（カレン・ルクス・ヴィクトリア）
- 真説 猟奇の檻 第2章（笹塚京、成毛モエミ）
- きっと、澄みわたる朝色よりも、（青姉妹の姉）
- ぬるぷり（砂姫）
- 勇者からは逃げられない!（セフィ）
- 蒼海のヴァルキュリア 〜孤高の皇女ルツィア〜（カタリナ・ベルハルト）
- 装甲悪鬼村正（綾弥一条）
  - 装甲悪鬼村正 邪念編（2010年、綾弥一条、浅木火乃）
- いちゃぷり! 〜お嬢さまとイチャラブえっちな毎日〜（天条院柚菜）
- 絶対★魔王〜ボクの胸キュン学園サーガ〜（コトネ・サン）
- 姫狩りダンジョンマイスター（ヴィダル、女神ティアマト）
- 忍流（シルヴィア、フウ、四葉、花咲奴）
- Skyprythem（香原結依）
- DAISOUNAN（サイリ＝トウシュウ）
- 姫さまはプリンセス（ルシア・サラ・マグヌズドティール）
- 仏蘭西少女〜Une fille blanche〜（織田桐舞子）
- とらぶる＠ヴァンパイア！ あの娘は俺のご主人さま（姫獅子獅音）
- PYGMALION（テレーラ・ネロ）

2010年
- メルクリア 〜水の都に恋の花束を〜（スィーザ＝インブルーリア）
- 光輪の町、ラベンダーの少女（神山レイカ）
- 真・恋姫†無双 〜萌将伝〜（程昱）
- 人間デブリ コンナジブンニダレガシタ?（園部ひかり）
- 涼風のメルト -Where wishes are drawn to each other-（涼）
- BUNNYBLACK（2010年 - 2013年、ラキア） - 3作品
- もっと 姉、ちゃんとしようよっ!（一条境）
- マブラヴラジオ ADV（神代巽）
- 俺の彼女はヒトでなし（美作アリス）[10]
- なないろ航路（七海遥）
- シュガーコートフリークス（クロエ・リンドグリーン）
- かしましコミュニケーション（ウルザ・ディスインテクグレート）
- RGH〜恋とヒーローと学園と〜（伺見言周）
- メイドさんひろった!（水無瀬睦）

2011年
- 極道の花嫁（極道院朱鷺子）
- ヴァニタスの羊（アルマ・コンラート[11]）
- 恋ではなく―― It's not love, but so where near.（槙島祐未）
- 穢翼のユースティア（ガウ・ルゲイラ）
- シキガミ（安倍晴明）
- 雪鬼屋温泉記（猫ノ宮秋風）
- ジンコウガクエン（我）
- つよきす3学期（2011年 - 2013年、椰子なごみ、楊豆花、椰子のどか） - 2作品[一覧 8]
- つよきす -Full Edition-（椰子なごみ、楊豆花、椰子のどか）
- 鬼ごっこ!（犬養真紀）
  - 鬼ごっこ! ファンディスク（犬養真紀[12]）
- 11eyes -Resona Forma-（草壁操）
- 神採りアルケミーマイスター（水精ラクス・レニア）
- もっと 姉、ちゃんとしようよっ! アフターストーリー（一条境、セン）
- 輝光翼戦記 銀の刻のコロナ（2011年 - 2013年、アナスタシア[13][14]） - 2作品
- 舞風のメルト -Where leads to feeling destination-（涼[15]、風[16]）
- あっぱれ!天下御免（2011年 - 2012年、徳河詠美[17][18]） - 2作品

2012年
- 真剣で私に恋しなさい!S（椎名京[19]）
- プリズマティックプリンセス☆ユニゾンスターズ（ラヴィニア[20]）
- 神がかりクロスハート!（狐塚沙菜[21]）
- 門を守るお仕事（ディー[22]）
- Re:birth colony -Lost azurite-（竜胆瑠璃[23]）
- 幻奏童話 ALICETALE（塔ノ沢芙美[24]）
- 中の人などいない! トーキョー・ヒーロー・プロジェクト（キャサリン・K・キャンベル、雷帝 -ライトニング-）[25]
- 女系家族III 〜秘密HIMITSU卑蜜〜（唐沢永遠[26]）

2013年
- アクマでオシオキっ! 丸城戸サド式ヘンタイお仕置き講座（メリッサ）
- 真剣で私に恋しなさい!A-1 - 5（2013年 - 2016年、椎名京） - 5作品
- うそつき王子と悩めるお姫さま -PRINCESS SYNDROME-（城島貴子）
- ChuSingura46+1 -忠臣蔵46+1-（間新六）[27]
- 木洩れ陽のノスタルジーカ（七里塚早弓[28]、Qちゃん）
- BRAVA!!（演劇部部長）
- Timepiece Ensemble（柳橋桜織）
- グリムガーデンの少女-witch in gleamgarden-（桐原瑞穂[29]）

2014年
- ChuSingura46+1 武士の鼓動（間新六）
- Dark Lord（2014年 - 2015年、ソフィーナ[30]） - 2作品
- 花嫁と魔王〜王室のハーレムは下克上〜（セリカ・ツェペシュ・ルナティカ）
- きみと僕との騎士の日々 楽園のシュバリエ（北條冬莉）
- 相州戦神館學園 八命陣（キーラ・ゲオルギエヴナ・グルジェワ）
- 空飛ぶ羊と真夏の花（フロレソツア）
- G.I.B. ガールズ・イン・ブラック（音無七海）
- ひとなつの
- ハロー・レディ!（菱吾森）
  - ハロー・レディ! -New Division-（菱吾森）
  - ハロー・レディ! -Superior Entelecheia-（2018年、菱吾森）
- メルトピア（アマラ・ウルフ）

2015年
- あま恋シロップス 〜恥じらう恋心でシたくなる甘神様の恋祭り〜（日下愛樹[31]）
- 姉小路直子と銀色の死神（タマラ・ユリアンティラ）
- 花咲ワークスプリング!（上月柑南）
- つよきすFESTIVAL（椰子なごみ）
- 真・恋姫†英雄譚2 〜乙女艶乱☆三国志演義［魏］〜（程昱）
- マンション☆うぉ〜ず！（川島らむ[32]）
- IZUMO4（縁）
  - IZUMO4 -異世界の彼方より-（縁）
- 剣聖機 アルファライド（イーニッド）

2016年
- 戦国†恋姫X〜乙女絢爛☆戦国絵巻〜（ルイス・エーリカ・フロイス）
- そして初恋が妹になる
- ボッチムスメ×プロデュース計画。（橘花絵磨）
- ユニオリズム・カルテットA3-DAYS（セレーネ・フィエルデス・三峰）
- 空のつくりかた（ユリカ・ヴィストヴォルグ）
- よめがみ My Sweet Goddess!（東都八千代）
- 大迷宮&大迷惑〜GREAT EDGES IN THE ABYSS〜（ドゥルガーギット）

2017年
- セルフレ（鮎川羽美）
- 姫様LOVEライフ! もーっと!イチャイチャ★ぱらだいす!（レナ）
- お嬢様は素直になれない（2017年 - 2018年、緋神瑠衣） - 2作品
- すく〜るヘブン らぶえろハーレム☆ももいろタイフーン いんもらるえでぃしょん（神崎真璃亜）
- モブ催眠（高峰真優）
- 真・恋姫†夢想-革命- 蒼天の覇王（程昱）
- 茜色の境界線（アルジャーノン）
- 癒しの女神の実験台（雪城環）
- 星降る夜のファルネーゼ（ビビ・クッショーニ、アデーレ・クルーガー）
- Making*Lovers（2017年 - 2018年、主人公の母 他） - 2作品[一覧 9]
- 幕末尽忠報国烈士伝 -MIBURO-（酒井忠篤[33]、甲賀源吾）
- みなとカーニバルFD（タマラ・ユリアンティラ）

2018年
- 将軍様はお年頃（小石川庄船）
- 愛は、憎しみによく似ている 憎しみは、愛によく似ている（樋上紅子）
- RIDDLE JOKER（伊勢琴里）
- 真・恋姫†夢想-革命- 孫呉の血脈（程昱）
- 恋はそっと咲く花のように（2018年 - 2019年、珠江叔母様） - 2作品
- Deep One -ディープワン-（泡沫夜仔）
  - Deep One エクストラHシーンエピソード（2020年、泡沫夜仔）
- ソウル戦記S（喬玲[34]、劉双児[35]）
- えろぼいす! Hなボイスでいちゃラブサクセス♪（武者蓮美）

2019年
- 催眠劇場（春日恵）
- メイドさんのいる暮らし（Eve）
- 封神R（普賢真人[36]）
- ソウル戦記-古の武姫-（喬玲[37]）
- 真・恋姫†夢想-革命- 劉旗の大望（程昱[38]）
- 巣作りカリンちゃん（2019年 - 2021年、フウ[39]） - 2作品
- 俺立催眠学園（新居紗希）
- 健全!変態公僕のツトメ（草薙澄子、斜崎要）
- ガールズ・ブック・メイカー -幸せのリブレット-（ルイス）
- みつあね（鈴谷冬花[40]）
- にじげんカノジョ（綾瀬詩織）

2020年
- 悪の女幹部 ペリジーニュームーン（ダイヤナ）
- 恋愛×ロワイアル（2020年 - 2021年、天ヶ峰紫苑[41]） - 2作品[一覧 10]
- LOST NOAH（シャドルルーナ、ゼノビア）[42]

2021年
- 我が姫君に栄冠を（モニク・モンテスキュー[43]）
- 源平繚乱絵巻 -GIKEI-（藤原国衡[44]）
- 搾精病棟〜性格最悪のナースしかいない病院で射精管理生活〜（ヒラマツ[45]）
- スロウ・ダメージ
- 真・恋姫†夢想〜天下統一伝〜（ルイス・エーリカ・フロイス[46]）
- ディストピアの王（印我蓮子）
- 幼馴染のいる暮らし（イヴ）
- プラスリンクス〜キミと繋がる想い〜（琴雲雅）
- 槇村葉月の恋語り（佐々羅川繭香）
- エンジェリックリンクR（オセ）

2022年
- 搾精病棟〜邪悪なるお局ナースが潜む病院で調教生活〜（ヒラマツ[47]）
- 搾精病棟〜凶悪なる看護師長が支配する病院の深淵へ潜入捜査〜（ヒラマツ[48]）
- ミナシゴノシゴト（ミクトラン[49]）
- 真・恋姫†英雄譚4 〜乙女耀乱☆三国志演義［呉］〜（程昱[50]）

2023年
- 真・恋姫†英雄譚5 ～乙女耀乱☆三国志演義［魏］～（程昱）
- 戦国†恋姫EX参～毛利家の絆編～（南光坊 エーリカ 天海[51]）
- リトルプリンセスGO!（舞浜有梨子）[52]

2024年
- 刹那にかける恋はなび（伊庭神 九曜）
- 鏖呪ノ嶼（二ツ栗 菊乃）

2025年
- 野々村病院の人々リメイク（野々村 亜希子）

### 一般ゲーム
2003年
- はっぴ〜ぶり〜でぃんぐ（雪乃）※DC版
- はっぴ〜ぶり〜でぃんぐ 〜Cheerful Party〜（雪乃）
- Princess Holiday 〜転がるりんご亭千夜一夜〜（2003年 - 2004年、エレノア・フォートワース） - 2作品[一覧 11]

2004年
- パティシエなにゃんこ〜初恋はいちご味〜（姉小路冬華）
- IZUMO（橘綾香、白虎）※DC版

2005年
- IZUMO complete（橘綾香、白虎）
- キャッスルファンタジア〜エレンシア戦記〜 プラスストーリーズ（ラピス＝フォルトゥーナ）

2006年
- IZUMO2 猛き剣の閃記（白鳥琴乃、白虎）
- つよきす〜Mighty Heart〜（椰子なごみ、楊豆花、椰子のどか）

2008年
- IZUMO2 -学園狂想曲- ダブルタクト（白鳥琴乃、白虎、白鳥綾香）

2009年
- MagusTale Eternity 〜世界樹と恋する魔法使い〜（エルダ＝フィニス＝ヴィクトリア）
- つよきす2学期 -Swift Love-（椰子なごみ、楊豆花、椰子のどか）

2010年
- つよきす2学期 -Portable-（椰子なごみ、楊豆花、椰子のどか）
- 77 〜beyond the Milky Way〜（カレン＝ルクス＝ヴィクトリア）
- ティンクル☆くるせいだーすGoGo!（姉小路冬華）
- W.L.O.世界恋愛機構（アリサ・クレイン・フェミルナ）※Xbox 360版

2011年
- 涼風のメルト -days in the sanctuary-（涼）

2012年
- 天使憑きの少女（相葉絵里香） - PS Vita版
- つよきす3学期 -Portable-（椰子なごみ、楊豆花、椰子のどか）

2013年
- 戦国†恋姫〜乙女絢爛☆戦国絵巻〜（ルイス・エーリカ・フロイス）
- 鬼ごっこ! Portable（犬養真紀）

2016年
- 姫狩りインペリアルマイスター→真 姫狩りインペリアルマイスターA（2016年 - 2020年、ヴィダル）

2017年
- ハロー・レディ! -Superior Dynamis-（菱吾森）
- 花咲ワークスプリング!（2017年 - 2018年、上月柑南） - PS Vita、PS4版
- Timepiece Ensemble（柳橋桜織） - PS Vita版

2019年
- ふるーつふるきゅーと！〜創世の大樹と果実の乙女〜（ドリアン、九年母）※18禁版あり

2020年
- メイドさんのいる暮らし（Eve） - PS4版

2022年
- 槇村葉月の恋語り（佐々羅川繭香） - Nintendo Switch版

### ドラマCD
2002年
- ドラマCD ANGEL・CORE〜エンゼル・コア〜（アンナ・O）

2003年
- とらいあんぐるハート'S Sound Stage X 3 ラジオドラマSP SIDE-B（ノエル・綺堂・エーアリヒカイト）
- 「ブッチャケ! ハローワールド」ドラマティックCD（HIKARI[53]）
- ぱじゃまドラマCD〜パティシエなにゃんこ＆Please teach!My Angel〜（姉小路冬華）

2004年
- パティシエなにゃん娘。ドラマちっくCD1、2（姉小路冬華）

2005年
- ついつい〜ツインテールツインズ〜 夏ごきげんよう！（御簾李）
- 姉、ちゃんとしようよっ!2（犬神歩笑）

2006年
- プリンセスうぃっちぃず ドラマちっくCDすぺしゃる（姉小路冬華）
- ドラマCD「夜明け前より瑠璃色な〜Fairy tale of Luna〜」（鷹見沢菜月）
- 女の子？（貞本里美、貞本理絵）
- ドラマCD「あえかなる世界の終わりに」Vol.1、2（ひまわり）
- つよきす ドラマCD Vol.1 - 4（2006年 - 2007年、椰子なごみ）

2008年
- 15美少女漂流記 スペシャルドラマCD 1（李萌萌）
- つよきす2学期 ドラマCD 竜鳴館のスポーツテスト（椰子なごみ、楊豆花）[54]
- ふたりのジャンヌ G-typeドラマCD（シモーヌ[55]）

2009年
- こえでおしごと!（青柳弥生）
- つよきす2学期 ドラマCD Vol.1 - 3（椰子なごみ、楊豆花）
- ドラマCD「夜明け前より瑠璃色な〜The other side of LUNA〜」（鷹見沢菜月）
- 真剣で私に恋しなさい!! C77特別版ドラマCD（椎名京）
- PYGMALION オリジナルボイスドラマCD（テレーラ・ネロ）
- 77 ドラマCD 天稜国際学園最後の日?（カレン＝ルクス＝ヴィクトリア）

2010年
- Like a Butler〜Moonlight traveler〜（セーラ・アップルトン）
- 涼風のメルト ドラマCD 雪白のオブジェ（涼）
- 世界はわたしにひざまずく！ G-typeドラマCD（ラクシュミー・シャルマ[56]）

2012年
- でびるちぇりーぱい ドラマCD付き（クルル）

2013年
- アヘおち3秒前「サンとウィッチ」（鳳美郷）※オーディオドラマDVD付き

2014年
- 魔女×ショタ（ヴィルケ）

2022年
- スロウ・ダメージ DramaCD Vol.1 Taku AfterStory（長谷川妙子）

### 音声作品
- うたかたの宿 暑夏の交情（2021年、菊[57]）

### ラジオ
※はインターネット配信。
- 巣作りカリンちゃん Radio Project!（2021年7月 - 、巣作りカリンちゃんねる / KarinProject公式※）
- 搾精病棟 性格最悪のナースしかいないラジオ（2021年7月 - 、エムズトイボックスチャンネル※）

#### ラジオCD
- 2004年夏がっちゅ!!
- ラジオCD「略してっ!つよきすラジオ♪」Vol.5（2010年9月24日）

### その他
- 早苗といっしょにトレーニング（八坂神奈子、洩矢諏訪子）
- Android専用目覚ましアプリ「花咲ウォッチ!」（2014年、上月柑南）
- パチンコ「CR戦国†恋姫〜乙女絢爛☆戦国絵巻〜」（2016年、ルイス・エーリカ・フロイス）[58]

## ディスコグラフィ

### キャラクターソング
| 発売日   | 商品名                                                                                    | 歌 | 楽曲                                          | 備考                                                                       |
| 2001年   | 2001年                                                                                    | 2001年 | 2001年                                        | 2001年                                                                     |
| -------- | ----------------------------------------------------------------------------------------- | --- | --------------------------------------------- | -------------------------------------------------------------------------- |
| 8月10日  | とらいあんぐるハート'S サウンドステージ4 HAPPY SONGS COLLECTION 〜高町家カラオケ大会!!!〜 | 月村忍（岩田由貴）、ノエル・K・エーアリヒカイト（海原エレナ）                                                        | 「夜のうた」                                  | PCゲーム『とらいあんぐるハート』関連曲                                     |
| 8月10日  | とらいあんぐるハート'S サウンドステージ4 HAPPY SONGS COLLECTION 〜高町家カラオケ大会!!!〜 | 高町家とその友人・関係者一同                                                                                         | 「みんなのうた」                              | PCゲーム『とらいあんぐるハート』関連曲                                     |
| 12月29日 | jANIS & ivory Game Songs Collection Vol.1                                                 | 雪（海原エレナ） | 「リフレイン」                                | PCゲーム『とらいあんぐるハート ラブラブおもちゃ箱』エンディングテーマ      |
| 2002年   |                                                                                           | |                                               |                                                                            |
| 4月26日  | はっぴ〜ぶり〜でぃんぐ 初回特典サントラCD                                                 | チョコ（杉沢結花）、皐槻（長崎津久世）、雪乃（海原エレナ）、ほのか（川部法子）                                       | 「恋になりますように」                        | PCゲーム『はっぴ〜ぶり〜でぃんぐ』オープニングテーマ                       |
| 2003年   |                                                                                           | |                                               |                                                                            |
| 10月22日 | とらいあんぐるハート'S Sound Stage X 3 ラジオドラマSP SIDE-B                              | ノエル・K・エーアリヒカイト（海原エレナ）                                                                            | 「Day in the life 〜抱きしめてゆくもの〜」    | PCゲーム『とらいあんぐるハート』関連曲                                     |
| 2004年   |                                                                                           | |                                               |                                                                            |
| 5月14日  | とらいあんぐるハート'S Sound stage final 〜The Grand Finale〜                             | 鳥居花音、日向裕羅、岩城由奈、海原エレナ、早乙女かな                                                                 | 「farewell Winds」                            | PCゲーム『とらいあんぐるハート』関連曲                                     |
| 2006年   |                                                                                           | |                                               |                                                                            |
| 11月10日 | つよきす〜Mighty Heart〜 キャラクターソング06 椰子なごみ                                  | 椰子なごみ（海原エレナ）                                                                                             | 「ホントノキモチ」                            | ゲーム『つよきす〜Mighty Heart〜』関連曲                                   |
| 2007年   |                                                                                           | |                                               |                                                                            |
| 4月27日  | 君が主で執事が俺で CHARACTER SONG VOL.1 [森羅チーム] 森羅&朱子                            | 朱子（海原エレナ）                                                                                                   | 「MIYABI」                                    | PCゲーム『君が主で執事が俺で』関連曲                                       |
| 2009年   |                                                                                           | |                                               |                                                                            |
| 8月14日  | THE PRESIDENTS                                                                            | |                                               |                                                                            |
| 8月14日  | THE PRESIDENTS                                                                            | PRESIDENTS | 「LOVE コンプレックス」                       | PCゲーム『幼なじみは大統領 My girlfriend is the PRESIDENT.』イメージソング |
| 8月14日  | THE PRESIDENTS                                                                            | PRESIDENTS | 「ロケットラブパニック！（PRESIDENTS ver.）」 | PCゲーム『幼なじみは大統領 My girlfriend is the PRESIDENT.』関連曲         |
| 8月14日  | THE PRESIDENTS                                                                            | イリーナ（海原エレナ）                                                                                               | 「LOVE コンプレックス（イリーナSolo）」       | PCゲーム『幼なじみは大統領 My girlfriend is the PRESIDENT.』関連曲         |
| 8月28日  | まじこいソングCD                                                                          | 川神百代（神代岬）、川神一子（青山ゆかり）、椎名京（海原エレナ）、黛由紀江（九条信乃）、クリスティアーネ（三咲里奈） | 「愛で斬るなら痛くな〜い！」                  | PCゲーム『真剣で私に恋しなさい!』オープニングテーマ                        |
| 9月25日  | 真・恋姫†無双 キャラクターソングアルバム                                                  | 程昱（海原エレナ）、郭嘉（山崎波子）                                                                                 | 「合言葉は…ぷにぷにぷー！」                   | PCゲーム『真・恋姫†無双 〜乙女繚乱☆三国志演義〜』関連曲                    |
| 2010年   |                                                                                           | |                                               |                                                                            |
| 10月27日 | なないろ航路 VOCAL MINI ALBUM〜海と青空と歌声と〜                                         | 七海遥（海原エレナ）                                                                                                 | 「Song for…」                                 | PCゲーム『なないろ航路』歌姫エンディングテーマ                             |
| 2012年   |                                                                                           | |                                               |                                                                            |
| 9月28日  | プレゼンシア -存在-                                                                       | 桔梗ルリ（海原エレナ）                                                                                               | 「プレゼンシア -存在-」                       | PCゲーム『Re:birth colony -Lost azurite-』挿入歌                           |

### その他参加楽曲
| 発売日   | 商品名                                                                                   | 歌                                       | 楽曲                                     | 備考                                                                                |
| 1999年   | 1999年                                                                                   | 1999年                                   | 1999年                                   | 1999年                                                                              |
| -------- | ---------------------------------------------------------------------------------------- | ---------------------------------------- | ---------------------------------------- | ----------------------------------------------------------------------------------- |
| 9月3日   | Fu・shi・da・ra イメージソングCD                                                         | 海原エレナ                               | 「きっと、素直に」                       | PCゲーム『Fu・shi・da・ra』イメージソング                                           |
| ？       | ？                                                                                       | 海原エレナ                               | 「〜to the eternal sky〜」               | PCゲーム『恋のスイートタルトはいかが？』オープニングテーマ                          |
| 2000年   |                                                                                          |                                          |                                          |                                                                                     |
| 6月9日   | 黒瞳皇〜瞳裸II〜 ショップ特典 原画集CD-ROM                                               | 北都南、海原エレナ                       | 「Time of Decision」                     | PCゲーム『黒瞳皇〜瞳裸II〜』オープニングテーマ                                      |
| 10月13日 | ME・GA・MI -Born of Goddess-                                                             | 海原エレナ                               | 「POCKET LOVE」                          |                                                                                     |
| 2001年   |                                                                                          |                                          |                                          |                                                                                     |
| 4月27日  | 魔法のパレット 初回特典主題歌CD                                                          | 海原エレナ                               | 「勇気のパレット」                       | PCゲーム『魔法のパレット』オープニングテーマ                                        |
| 7月19日  | 月花美人シリーズ サントラCD                                                              | 海原エレナ                               | 「恋歌」                                 | PCゲーム『真月花美人〜ひとりしづか』エンディングテーマ                              |
| 7月19日  | 月花美人シリーズ サントラCD                                                              | 海原エレナ                               | 「恋歌」                                 | OVA『月花美人』エンディングテーマ                                                   |
| 7月19日  | 月花美人シリーズ サントラCD                                                              | 海原エレナ                               | 「恋歌・裏式」                           |                                                                                     |
| 10月12日 | 唇濡の吐息 MUSIC CD                                                                      | 海原エレナ                               | 「憧憬」                                 | PCゲーム『唇濡の吐息』                                                              |
| 2002年   |                                                                                          |                                          |                                          |                                                                                     |
| 4月12日  | メイドハンター零一 のらメイド 初回特典主題歌CD                                           | 海原エレナ                               | 「のらはのらでものらメイド」             | PCゲーム『メイドハンター零一 のらメイド』オープニングテーマ                         |
| 5月31日  | トラブル・バスターズ おまけCD                                                            | 海原エレナ                               | 「Trouble Busters」                      | PCゲーム『トラブル・バスターズ』オープニングテーマ                                  |
| 8月9日   | 18禁ゲー主題歌集/素敵だいあもんど                                                        | 海原エレナ                               | 「月花美人」                             | PCゲーム『月花美人 1・2 DVD PACK』主題歌                                            |
| 8月9日   | 18禁ゲー主題歌集/素敵だいあもんど                                                        | 海原エレナ                               | 「Love Knot」                            | PCゲーム『旅館白鷺』主題歌                                                          |
| 8月9日   | 18禁ゲー主題歌集/素敵だいあもんど                                                        | 海原エレナ                               | 「Love Knot」                            | OVA『旅館白鷺』エンディングテーマ                                                   |
| 8月9日   | 18禁ゲー主題歌集/素敵だいあもんど                                                        | 北都南、海原エレナ                       | 「はにほろマニアックス」                 | PCゲーム『漂泊者の子守歌』挿入歌                                                    |
| 10月4日  | 黒雪姫 初回限定特典ドラマCD                                                              | 海原エレナ                               | 「Noire Neige」                          | PCゲーム『黒雪姫』オープニングテーマ                                                |
| 2003年   |                                                                                          |                                          |                                          |                                                                                     |
| 2月28日  | パティシエなにゃんこ 初回特典サウンドトラック                                            | 海原エレナ                               | 「笑顔にメリークリスマス」               | PCゲーム『パティシエなにゃんこ』冬華エンディングテーマ                              |
| ？       | ？                                                                                       | 海原エレナ                               | 「メイド曜日は何曜日？」                 | PCゲーム『メイド曜日はHがいっぱい』オープニングテーマ                               |
| 4月11日  | 犠淫母娘 -ぎいんおやこ- 初回特典音楽集＆設定原画集                                       | 海原エレナ                               | 「友よりも、母よりも…」                  | PCゲーム『犠淫母娘』オープニングテーマ                                              |
| 4月25日  | 六本合体GoDまんず〜テックアーツ3ブランドコレクション〜 Premium Disc                      | 海原エレナ、木村あやか                   | 「シーズン・イン・ラブ -Short ver.-」    | PCゲーム『妹☆妹〜Sweet Gemini〜』オープニングテーマ                                 |
| 5月16日  | ひよこのキモチ 予約特典サントラCD                                                        | 海原エレナ                               | 「Hold Own!」                            | PCゲーム『ひよこのキモチ』主題歌                                                    |
| 6月26日  | バイアス 嗤笑ける幻音が聴こえる 予約特典 Original Sound Track                            | 海原エレナ                               | 「コラットの森林」                       | PCゲーム『バイアス 嗤笑ける幻音が聴こえる』オープニングテーマ                       |
| 9月12日  | Asylum                                                                                   | 海原エレナ                               | 「Asylum」                               | PCゲーム『Asylum』主題歌                                                            |
| 10月24日 | 君の想い、その願い 予約特典用サウンドトラックCD                                          | 海原エレナ                               | 「君の想い、その願い（フルバージョン）」 | PCゲーム『君の想い、その願い』オープニングテーマ                                    |
| 10月31日 | つばさのうた メーカー通販特典CD-ROM                                                      | 海原エレナ                               | 「つばさのうた」                         | PCゲーム『つばさのうた』オープニングテーマ                                          |
| 10月31日 | つばさのうた メーカー通販特典CD-ROM                                                      | 海原エレナ                               | 「あなたがにじむ季節」                   | PCゲーム『つばさのうた』エンディングテーマ                                          |
| 12月28日 | DISCOVERY Song Collection Special vol.1                                                  | 海原エレナ                               | 「遠い日の約束」                         | PCゲーム『モノグラフ〜遠い約束〜』オープニングテーマ                                |
| 12月28日 | DISCOVERY Song Collection Special vol.1                                                  | 海原エレナ                               | 「やさしい時間」                         | PCゲーム『モノグラフ〜遠い約束〜』エンディングテーマ                                |
| 2004年   |                                                                                          |                                          |                                          |                                                                                     |
| 3月20日  | くれいどるそんぐ〜昨日に奏でる明日の唄〜 Original Sound Track                            | 海原エレナ                               | 「明日へと続く道」                       | PCゲーム『くれいどるそんぐ 〜昨日に奏でる明日の唄〜』エンディングテーマ             |
| 12月29日 | ぱじゃまボーカルコレクション2 春待月の宴                                                 | パティシエなにゃん娘。                   | 「放課後のパティシエ にゃん娘。ver.」    | PCゲーム『パティシエなにゃんこ』関連曲                                              |
| 2005年   |                                                                                          |                                          |                                          |                                                                                     |
| 8月26日  | ついつい〜ツインテールツインズ〜 初回特典サントラCD                                      | 海原エレナ                               | 「でもね……。」                           | PCゲーム『ついつい〜ツインテールツインズ〜』エンディングテーマ                      |
| 9月16日  | 夢幻廻廊 オリジナルサウンドトラック                                                      | 海原エレナ                               | 「トキのかたりべ」                       | PCゲーム『夢幻廻廊』オープニングテーマ                                              |
| 2006年   |                                                                                          |                                          |                                          |                                                                                     |
| 1月27日  | すくーるヘブン〜らぶえろハーレム☆ももいろタイフーン〜 初回特典「らぶえろスペシャルCD」   | 海原エレナ                               | 「My Shine」                             | PCゲーム『すくーるヘブン〜らぶえろハーレム☆ももいろタイフーン〜』エンディングテーマ |
| 2007年   |                                                                                          |                                          |                                          |                                                                                     |
| 1月26日  | あるぺじお〜きみいろのメロディ〜 初回限定メモリアルパック同梱特典CD「初恋MEMORIAL DISC」 | 海原エレナ                               | 「私の歩幅で」                           | PCゲーム『あるぺじお 〜きみいろのメロディ〜』エンディングテーマ                     |
| 2008年   |                                                                                          |                                          |                                          |                                                                                     |
| 3月28日  | 闇の声ZERO オリジナルサウンドトラック「Sound in the Dark」                               | 海原エレナ                               | 「摘まれし花の如く」                     | PCゲーム『闇の声ZERO』オープニングテーマ                                            |
| 7月31日  | Marron Vocal Collection                                                                  | 海原エレナ、鳥居花音、日向裕羅           | 「キューブ de おねえちゃん」             | PCゲーム『お姉ちゃんの3乗』オープニングテーマ                                       |
| 7月31日  | Marron Vocal Collection                                                                  | 海原エレナ、コーラス：鳥居花音＆日向裕羅 | 「ヒカリ」                               | PCゲーム『お姉ちゃんの3乗』エンディングテーマ                                       |
| 7月31日  | Marron Vocal Collection                                                                  | 海原エレナ                               | 「ヒカリ〜ANGEL HEART ver.〜」           |                                                                                     |

### 未音源化楽曲
| 時期   | 楽曲                                 | 備考                                                        |
| ------ | ------------------------------------ | ----------------------------------------------------------- |
| 2002年 | 「神楽抄」                           | PCゲーム『たまゆら -霊響-』オープニングテーマ               |
| 2002年 | 「ハートにON AIR」（歌：齋藤紀子と） | PCゲーム『隷嬢キャスター2』オープニングテーマ               |
| 2002年 | 「レッツゴー真璃亜」                 | PCゲーム『隷嬢キャスター2』挿入歌                           |
| 2004年 | 「愛してブラザー！狙ってシスター！」 | PCゲーム『いもほり -お兄ちゃんの奮闘記-』オープニングテーマ |
| 2009年 | 「7inch barrel」                     | PCゲーム『ぬるぷり』オープニングテーマ                      |